# Leon Hirsz
Leon Hirsz SVD (ur. 18 października 1917 w Wielkim Kacku na Kaszubach, zm. 25 lutego 1941 w Dachau) – polski kleryk katolicki, Sługa Boży Kościoła katolickiego.
Pochodził z rodziny wielodzietnej. 21 października 1917 roku został ochrzczony, a do Pierwszej Komunii Świętej przystąpił we wrześniu 1929. W 1931 roku wstąpił Niższego Seminarium Misyjnego Księży Werbistów w Górnej Grupie, a nowicjat rozpoczął, po zdaniu matury w 1939 roku w Chludowie.
Po wybuchu II wojny światowej, 25 stycznia 1940, Niemcy internowali wszystkich przebywających w Domu Misyjnym duchownych i utworzyli obóz przejściowy dla zakonników i księży z okolicy. Po aresztowaniu, które nastąpiło 22 maja 1940 roku przewieziony został do Fortu VII w Poznaniu, później do hitlerowskiego obozu koncentracyjnego Dachau (KL) i zarejestrowany został pod numerem 11456. Od 2 sierpnia 1940 przebywał w obozie Mauthausen-Gusen (zarejestrowany został pod numerem 6280), a 8 grudnia 1940 powtórnie przewieziony do Dachau (KL), zarejestrowany został pod numerem i otrzymał numer 22054.
Zmarł w wyniku powikłań po urazie, jakiego doznał w wyniku bestialskiego traktowania.
Jest jednym z 122 Sług Bożych, wobec których 17 września 2003 roku rozpoczął się proces beatyfikacyjny drugiej grupy męczenników z okresu II wojny światowej. 23 kwietnia 2008 roku zamknięto w Misyjnym Seminarium Duchownym Księży Werbistów w Pieniężnie proces rogatoryjny (diecezjalny etap procesu beatyfikacyjnego).

## Źródła internetowe
- Notatka biograficzna
- MARTYRS KILLED IN ODIUM FIDEI BY THE NAZIS DURING THE SECOND WORLD WAR (III) (poz. 47) (ang.)